# Pseudobarbella hattorii
Pseudobarbella hattorii är en bladmossart som beskrevs av Noguchi 1947 [1948. Pseudobarbella hattorii ingår i släktet Pseudobarbella och familjen Meteoriaceae. Inga underarter finns listade i Catalogue of Life.